# Michał Pollak (pedagog)
Michał Pollak (ur. 29 września 1888, zm. 6 maja 1968) – polski filolog klasyczny i kurator oświaty.

## Życiorys
W latach 1894–1898 uczęszczał do szkoły ćwiczeń Męskiego Seminarium Nauczycielskiego w Krakowie, naukę kontynuował w Gimnazjum św. Anny w Krakowie, gdzie zdał maturę. W latach 1906–1910 studiował filologię klasyczną na Uniwersytecie Jagiellońskim. Po złożeniu egzaminu dla nauczycieli szkół średnich (28 listopada 1910) pracował jako nauczyciel m.in. w Krakowie, Jarosławiu i we Lwowie. 22 czerwca 1912 uzyskał stopień doktora filozofii na podstawie pracy z teorii wymowy Cycerona u Kazimierza Morawskiego. Podczas wojny polsko-ukraińskiej pracował w krakowskiej ekspozyturze Rady Szkolnej Krajowej we Lwowie, gdzie pełnił funkcję referenta i sekretarza prezydialnego. Po likwidacji ekspozytury został skierowany do Ministerstwa Wyznań Religijnych i Oświecenia Publicznego, gdzie organizował średnie szkolnictwo ogólnokształcące, prowadził akcję weryfikacji i kwalifikacji szkół średnich i organizował administrację szkolną. 1 listopada 1921, po ustąpieniu z pracy w ministerstwie, został powołany do zorganizowania Kuratorium Okręgu Szkolnego Krakowskiego. Pełnił funkcję wizytatora okręgowego i naczelnika Wydziału Ogólnego i stałego zastępcy kuratora krakowskiego. W latach 1925–1931 był naczelnikiem Wydziału Prezydialnego Ministerstwa Wyznań Religijnych i Oświecenia Publicznego. Od 1931 do 1932 kurator pomorski, a w latach 1932–1936 - kurator poznański. Promował oświatę pozaszkolną, przyczynił się do rozbudowy Instytutu Bałtyckiego. Od 1 lipca 1936 do wybuchu II wojny światowej kierował Departamentem Szkolnictwa Ogólnokształcącego.
We wrześniu 1939 ewakuowany do Horyńgrodu nad Horyniem, powrócił do Warszawy w kwietniu 1940, gdzie pracował w Komitecie Samopomocy Społecznej, Radzie Głównej Opiekuńczej i w konspiracyjnym Biurze Szkolnym Ziem Zachodnich, początkowo jako zastępca kierownika, następnie jako kierownik. Podczas powstania warszawskiego został wypędzony z Warszawy. Przeniósł się do Krakowa, gdzie pracował w Radzie Głównej Opiekuńczej.
Po zakończeniu działań wojennych uczył krótko w I Liceum Ogólnokształcącym w Krakowie, a następnie w latach 1945–1947 był dyrektorem Biura Ziem Odzyskanych w Ministerstwie Oświaty. Od 1947 do 1964 był wicedyrektorem Instytutu Zachodniego w Poznaniu.
Autor około 30 prac naukowych i artykułów- publikował m.in. w „Naszym Głosie”, „Przeglądzie Pedagogicznym”, „Oświacie i wychowaniu”, konspiracyjnej „Kulturze Polskiej”, „Przeglądzie Zachodnim”, „Polsce Zachodniej”, „Odrze” i „Nowej Szkole”.

## Odznaczenia
- Krzyż Komandorski Orderu Odrodzenia Polski (1933)[6]
- Krzyż Kawalerski Orderu Odrodzenia Polski (1959)[6]
- Offcier d’Academie (Francja; 1924)[6]
- Krzyż Komandorski z Gwiazdą Orderu Zasługi (Węgry; 1937)[6]

## Życie prywatne
Był przyrodnim bratem Józefa Pollaka, kuzynem Romana Pollaka, ojcem Marzeny Pollakówny. Spoczywa na cmentarzu Rakowickim w Krakowie.